# Han Aiping
Han Aiping (chinesisch 韩爱萍, * 22. April 1962; † 16. Oktober 2019 in Wuhan) war eine chinesische Badmintonspielerin.

## Karriere
Han Aiping war eine der dominierenden Spielerinnen der 1980er Jahre. Sie wurde 1985 und 1987 Weltmeisterin im Dameneinzel, 1983 Vizeweltmeisterin.  Im Damendoppel gewann sie den Titel 1985 mit Li Lingwei.

## Sportliche Erfolge
| Veranstaltung | Saison                               | Disziplin   | Platz | Name                    |
| ------------- | ------------------------------------ | ----------- | ----- | ----------------------- |
| 1976          | Junioren-Badmintonasienmeisterschaft | Damendoppel | 1     | Li Tingyin / Han Aiping |
| 1983          | Japan Open                           | Dameneinzel | 1     | Han Aiping              |
| 1983          | Weltmeisterschaft                    | Dameneinzel | 2     | Han Aiping              |
| 1984          | All England                          | Dameneinzel | 2     | Han Aiping              |
| 1985          | Swedish Open                         | Damendoppel | 1     | Li Lingwei / Han Aiping |
| 1985          | Weltmeisterschaft                    | Dameneinzel | 1     | Han Aiping              |
| 1985          | Malaysian Masters                    | Damendoppel | 1     | Li Lingwei / Han Aiping |
| 1985          | Weltmeisterschaft                    | Damendoppel | 1     | Han Aiping / Li Lingwei |
| 1985          | Malaysia Open                        | Dameneinzel | 1     | Han Aiping              |
| 1985          | All England                          | Damendoppel | 1     | Han Aiping / Li Lingwei |
| 1985          | Indonesia Open                       | Damendoppel | 1     | Han Aiping / Li Lingwei |
| 1985          | Swedish Open                         | Dameneinzel | 1     | Han Aiping              |
| 1985          | All England                          | Dameneinzel | 1     | Han Aiping              |
| 1985          | Hong Kong Open                       | Damendoppel | 1     | Xu Rong / Han Aiping    |
| 1986          | Asienspiele                          | Dameneinzel | 1     | Han Aiping              |
| 1987          | Weltmeisterschaft                    | Dameneinzel | 1     | Han Aiping              |
| 1987          | Weltmeisterschaft                    | Damendoppel | 2     | Li Lingwei / Han Aiping |
| 1987          | Thailand Open                        | Dameneinzel | 2     | Han Aiping              |
| 1987          | Malaysia Open                        | Dameneinzel | 2     | Han Aiping              |
| 1988          | German Open                          | Dameneinzel | 1     | Han Aiping              |
| 1988          | Japan Open                           | Dameneinzel | 1     | Han Aiping              |
| 1988          | Malaysia Open                        | Dameneinzel | 1     | Han Aiping              |
| 1988          | Swedish Open                         | Dameneinzel | 1     | Han Aiping              |
| 1989          | Hong Kong Open                       | Dameneinzel | 1     | Han Aiping              |
| 1989          | Malaysia Open                        | Dameneinzel | 1     | Han Aiping              |
| 1989          | Konica Cup                           | Dameneinzel | 1     | Han Aiping              |